# Joy Alphonsus

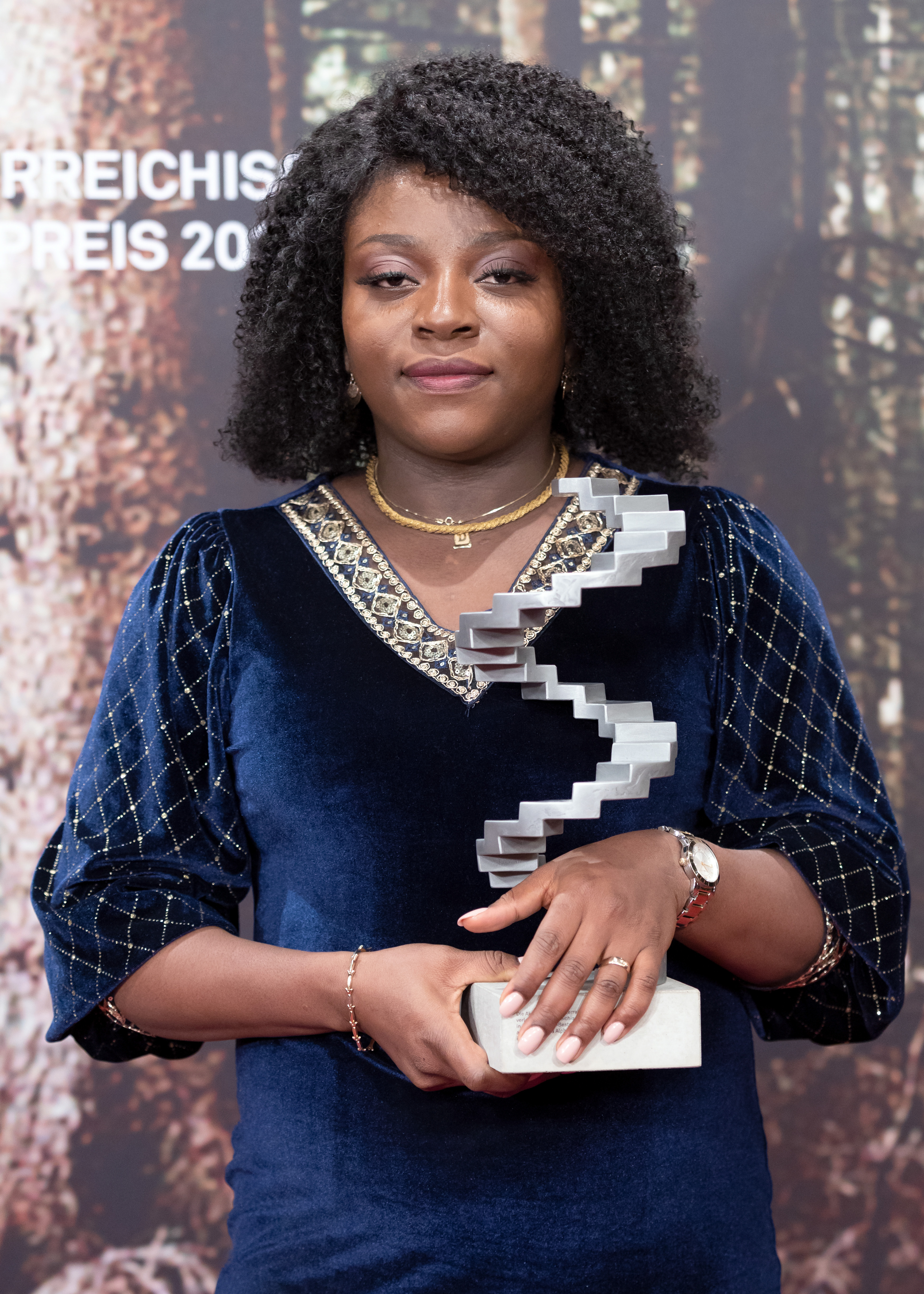
Joy Alphonsus mit dem Österreichischen Filmpreis 2020

Joy Anwulika Alphonsus (* 31. August 1987 in Nigeria) ist eine in Österreich lebende nigerianische Schauspielerin.

## Leben
Ihr Schauspieldebüt feierte Alphonsus in dem österreichischen Spielfilm Joy von Sudabeh Mortezai, in dem sie die Titelrolle spielte. Die Premiere erfolgte am 30. August 2018 im Rahmen der 75. Filmfestspiele von Venedig, wo der Film in die Sektion Giornate degli Autori eingeladen wurde. Im November 2018 wurde sie als beste Schauspielerin beim Sevilla International Film Festival ausgezeichnet. Im Januar 2019 wurde sie in Saarbrücken für ihre Darstellung mit dem Max-Ophüls-Preis ausgezeichnet.

## Filmografie (Auswahl)
- 2018: Joy (Regie: Sudabeh Mortezai)

## Auszeichnungen und Nominierungen
- 2018: Sevilla international film festival – Best actress award für Joy[2]
- 2019: Filmfestival Max Ophüls Preis – Auszeichnung als Bester Schauspielnachwuchs für Joy[3]
- 2019: Diagonale-Schauspielpreis[4]
- 2020: Österreichischer Filmpreis 2020 – Auszeichnung in der Kategorie Beste weibliche Darstellerin für Joy[5]